# Människohandel
| Människohandel (Trafficking) |
| --- |
| Människohandel av kvinnor i världen enligt womanstats.org - Betydelse – brottsligt utnyttjande av någons arbetskraft under ovärdiga villkor - Exempel – inom hushållsarbete, lantarbete, industri, statligt styrt tvångsarbete, prostitution - Relaterade begrepp – människosmuggling, arbetskraftsmigration, slaveri, Sexuellt slaveri |

Människohandel, i Sverige ofta kallat trafficking, är ett brottsligt utnyttjande av någons arbetskraft under ovärdiga villkor. Det kan ske i form av utnyttjande inom privat företagande, statligt kontrollerat tvångsarbete eller genom tvångsprostitution. Människohandel drabbar årligen miljontals människor och kan betraktas som en modern form av slaveri.
Människohandel bör särskiljas från frivilligt engagemang i olika arbetssektorer – inklusive olika slags sexarbete – och är inte detsamma som människosmuggling. Gränserna mellan värdigt och ovärdigt, frivilligt och framtvingat är dock otydlig, och verksamheten drar nytta av en globaliserad arbetsmarknad där många söker ett bättre liv på andra håll.

## Definition och omfattning
Definitionen av människohandel är ofta baserad på den som Förenta nationerna presenterat. Enligt organisationen handlar det då om:
- rekrytering, transport, överföring, inhysning av eller mottagande[1]
- av vuxna människor
- genom användande av hot, våld eller andra former av tvång,[2] kidnappning, bedrägeri, lurendrejeri[2] eller genom att missbruka en maktposition/sårbarhet eller genom att ge betalning eller andra förmåner
- i syfte att uppnå kontroll över en annan person i utnyttjande syfte.

Främst handlar det om tvångsarbete på grund av skuldslaveri, hushållsarbete, jordbruksarbete, industrier och prostitution, men det kan även handla om annan exploatering genom erbjudanden av bättre förhållanden. Huruvida någon ger sitt samtycke till detta är irrelevant om dessa kriterier uppfylls. All form av rekrytering, transport, överföring, inhysning eller mottagande av barn (definierat som någon under 18 års ålder) i exploateringssyfte räknas som människohandel, oavsett hur det sker  eller om tvång är inblandat.
Verksamheten är ofta en form av transnationell brottslighet. Flytten går ofta från utvecklingsländer till industriländer eller från landsbygd till stad.
Offer för människohandel hamnar ofta i parallellsamhällen som är dolda för samhällets insyn, vilket försvårar ingripanden i offrens situation. Detta leder till slavliknande förhållanden där offren berövas allt rättsligt skydd.
Under påve Franciskus antog ledare för världsreligionerna 2014 en deklaration som definierar människohandel som modernt slaveri och som ett brott mot mänskligheten.

### Omfattning
Mörkertalen är stora, så det går inte att ge en exakt siffra, men man uppskattar att mellan 0,6 och 4 miljoner människor varje år blir offer för människohandel. 2017 beräknade ILO att 24,9 miljoner människor då befann sig i tvångsarbete. Av dessa beräknades 16 miljoner arbeta inom den privatägda industrin, 4,8 miljoner vara inblandade i tvångsprostitution och 4,1 miljoner utnyttjas inom statligt styrt tvångsarbete. 2021 kom ILO med siffror om nästan 50 miljoner offer för människohandel, inklusive 22 miljoner i tvångsäktenskap. De noterade en ökning av tvångsarbete mellan 2016 och 2021 på cirka 2,7 miljoner människor. 86 procent av tvångsarbetet beräknades ske inom den privata sektorn, och 23 procent av allt tvångsarbete antogs beröra kommersiellt sexuellt utnyttjande (där fyra av fem drabbade var kvinnor och flickor). ILO beräknade då att en av åtta tvångsarbetare (3,3 miljoner) var barn, där drygt hälften berörde kommersiellt sexuellt utnyttjande.
USA:s arbetsmarknadsdepartement har utarbetat en lista på 148 produkter, från 76 olika länder, som har tillverkats genom tvångs- eller barnarbete.

## Liknande begrepp
Slaveri har varit ett rättsinstitut i många länder, men är idag avskaffat i så gott som hela världen. Människohandel kan beskrivas som en modern form av slaveri.
Det finns tidvis en viss förvirring kring skillnaden mellan människohandel och människosmuggling. Människohandel innefattar ofta ett inslag av påtryckning, falska löften, ibland även våld och fysiskt eller psykiskt tvång mot personer som antingen aldrig samtyckt eller fått en förskönad bild av vistelsen i det andra landet. Vid statsgränserna möter människohandeln de svåraste hindren för vidare transport. Smuggling kan å andra sidan också omfatta migranter som har samtyckt till att transporteras till ett annat land.

## Typer av människohandel
Den mest uppmärksammade människohandeln är den som sker för sexuella syften, men den är sällan den mest omfattande. Detta gäller även i ett land som Sverige.
Exempel på utnyttjande inom människohandel kan innebära framtvingad organhandel eller krigstjänst (inklusive av barnsoldater), tvångsarbete eller andra situationer som motsvarar ett nödläge för den utsatta personen. Exempel på det sistnämnda kan inkludera att bli tvingad att tigga eller stjäla.
Ofta erbjuds människor som lever under svåra förhållanden att få arbeta som inneboende hushållsarbetare hos välmående familjer. Då de kommit fram saknar de ofta uppehållstillstånd och vistas istället illegalt i det andra landet som svart arbetskraft, ofta utan myndigheternas vetskap. De omfattas då inte av några lagar och avtal på arbetsmarknaden och blir många gånger illa behandlade av sina arbetsgivare; lönerna är oftast låga även om mat, bostad och kläder/arbetskläder/uniform är gratis. Svårigheter uppstår också om de vill lämna sin arbetsgivare eller blir sjuka.
Det förekommer ibland handel med barn för adoption. Detta är något som seriösa adoptionsorganisationer försöker hindra, och det kan leda till att organisationer svartlistar ett helt land. Det finns uppgifter om att detta ska ha skett i Vietnam.

### Sexuell människohandel

Diagram över könen hos personer som ägnar sig åt människohandel, jämfört med drabbas av den.

Ibland är människohandeln av sexuell natur. De drabbade har ofta erbjudits andra jobb men blir istället sexslavar, kontrollerade av en eller flera kopplare. Olika aktörer mot sexuell människohandel förklarar problematiken på olika sätt. Till exempel betonar Unicef fattigdom som huvudskälet till varför personer blir offer för sexuell människohandel. Ecpat som arbetar mot barnsexhandel betonar snarare köparnas efterfrågan som den huvudsakliga drivkraften till handeln med människor. Oavsett typ av människohandel är andelen män större bland de som ägnar sig åt människohandel, andelen kvinnor större bland dem som drabbas av människohandeln.
Offren för den sexuella människohandeln får precis som vid slavhandeln löften om jobb i ett annat land, men saknar uppehållstillstånd och vistas illegalt. Arbetsgivaren ordnar bostad, mat och kläder men garanterar aldrig någon ytterligare ersättning då den ofta tar betalningen för sin egen vinnings skull. Offren ges ingen rätt att varken ifrågasätta sina arbetsvillkor eller att dra sig ur. Barn och unga är den målgrupp som oftast blir offer då det oftast är lättare att manipulera de yngre.
Hallicken som är arbetsgivare tvingar sina offer både fysiskt och psykiskt till att genomföra sexuella handlingar med diverse personer mot betalning. När köparen är nöjd återlämnas offret till hallicken, som i många fall behåller betalningen själv för att köpa det mest nödvändiga till offret och stoppa det mesta i egen ficka.[källa behövs]
Historiskt har slavhandel med konkret sexuella förtecken förekommit. Ett exempel är slavhandeln till det muslimska Mellanöstern, där kvinnliga slavar sålts som konkubiner till rika mäns privata harem till in på 1900-talet, via slavhandeln på Svarta havet, slavhandeln på Röda havet, Transsahariska slavhandeln och slavhandeln på Indiska oceanen. 
Vit slavhandel, rekrytering med tvång eller genom bedrägeri av kvinnor från Europa och USA till prostitution i Asien, Afrika eller Latinamerika uppmärksammades under slutet av 1800-talet och i början av 1900-talet. Vit slavhandel innebär att unga kvinnor under löfte om anställning lockas att resa till utlandet, där de tvingas eller förleds till prostitution. Vit slavhandel förekom under första världskriget i stor utsträckning, särskilt från Europa till Sydamerika. I London bildades 1899 en internationell byrå för bekämpande av den vita slavhandeln. International Agreement for the suppression of the White Slave Traffic framlades 18 maj 1904 i Paris. 1949 kom en konvention om bland annat unga kvinnors in- och utvandring. Boxaren Jack Johnson satt i fängelse mellan 1920 och 1921 för vit slavhandel. Den polsk-judiska maffiaorganisationen Zwi Migdal hade sitt säte i Argentina och verkade inom prostitution och vit slavhandel i Europa, Sydamerika och Nordamerika mellan 1860 och 1939.

#### Sexuell människohandel i Sverige
Människohandel för sexuella ändamål blev 2002 uppmärksammat genom Lukas Moodyssons film Lilja 4-ever. Under 2003 gjordes 22 anmälningar, en siffra som genomsnittligt varit ganska konstant sedan dess. Sju av anmälningarna 2010 rörde barn under 18 år. I genomsnitt har 2,2 fall lett till fällande dom per år.
Den som bemäktigar sig och för bort eller spärrar in ett barn eller någon annan med uppsåt att skada honom eller henne till liv eller hälsa eller att tvinga honom eller henne till tjänst eller att öva utpressning, döms för människorov till fängelse på viss tid, lägst fyra och högst arton år, eller på livstid.
Är brottet mindre grovt, döms till fängelse i högst sex år. För att räknas som människorov ska gärningsmannen ha ett särskilt uppsåt att skada, tvinga, utpressa eller senare våldta offret.
Den som, i annat fall genom olaga tvång, vilseledande, utnyttjande av någons utsatta belägenhet eller med annat sådant otillbörligt medel rekryterar, transporterar, överför, inhyser eller tar emot en person i syfte att han eller hon ska exploateras för:
- sexuella ändamål
- avlägsnande av organ
- krigstjänst
- tvångsarbete
- annan verksamhet i en situation som innebär nödläge för den utsatte döms för människohandel till fängelse i lägst två och högst tio år

Den som begår en gärning som avses i första stycket mot en person som inte har fyllt arton år döms för människohandel även om inte något sådant otillbörligt medel som anges där har använts. Är ett brott som avses i första eller andra stycket mindre grovt, döms till fängelse i högst fyra år.
Om offret är ett barn, det vill säga en person under 18 år, så krävs det inte att något otillbörligt medel används. Detta eftersom man anser att barn är särskilt sårbara och automatiskt befinner sig i ett underläge i relation till vuxna.
En man som vid olika tillfällen rövat bort och våldtagit två nioåriga flickor har dömts för människorov och grov våldtäkt samt förpliktats att utge skadestånd med 250 000 kr i det ena fallet och 200 000 kr i det andra fallet.
Palermoprotokollets definition användes av Sverige när man 1 juli 2002 införde människohandel för sexuella ändamål som ett nytt brott i Sverige.
Vid utredning om brott är hemlig rumsavlyssning (buggning) tillåtet.
Regeringen har den 26 mars 2010 överlämnat en ny proposition till riksdagen innehållande bland annat förstärkt skydd vid människohandel.

#### Tyskland
Under 2017 föll 489 personer offer för sexuell människohandel i Tyskland, gentemot 488 år 2016. Alla utom fem var kvinnor. År 2016 var tyska medborgare den största gruppen, år 2017 var de två största grupperna bulgariska (114) och rumänska (109) medborgare. Antalet nigerianska offer ökade markant från 25 år 2016 till 39 år 2017. Av de 479 brottsoffren med känd ålder var 219 under 21. Cirka hälften (50,1 procent) av offren blev utnyttjade i bordellverksamheter.
Under 2017 genomfördes 24 rättsprocesser mot ligor inom organiserad brottslighet i Tyskland, gentemot 18 år 2016. Av dessa rättegångar gällde åtta bulgariska ligor, fyra gällde nigerianska ligor och tre tyska, tre rumänska och tre ungerska ligor.

#### USA
I USA definieras människohandel för sexuella syften som att "genom våld, bedrägeri eller tvång förmå en person att delta i kommersiella sexuella handlingar, eller där personen som förmås att utföra sådana handlingar inte har fyllt 18 år". Enligt FBI arresterades 2020 i USA knappt 13 000 personer för inblandning i prostitution. Samma år arresterades 340 personer för människohandel för sexuella ändamål. Mellan 2010 och 2015 arresterades cirka 1 400 personer för brott mot bestämmelserna emot människohandel för sexuella syften inkluderande minderåriga.
Trafficking Victims Protection Act infördes som federal lag år 2000. Därefter har allt mer resurser och politiska initiativ tillförts bekämpandet av människohandel för sexuella ändamål, vilket oftast samtidigt lett till allt fler åtgärder mot sexarbete. Detta inkluderar FOSTA-SESTA-lagarna, införda genom senatsbeslut 2018. Lokala och nationella polismyndigheter drar nytta av de nya och skärpta lagarna mot människohandel för öka bekämpandet av allt sexarbete.
I praktiken blandas dock ofta alla former av prostitution/sexarbete ihop med människohandel, även i fall när ingen utomstående styr sexhandeln. Denna sammanblandning sker bland annat i polisrapporter och medierapportering kring polisinsatser mot människohandel. Polisiära operationer i bland annat Ohio letade 2017 efter minderåriga sexarbetare – per definition offer för människohandel – men arresterade samtidigt en mängd vuxna sexarbetare och sexköpare.